# Auletobius sanguisorbae
Auletobius sanguisorbae  (лат.) — вид жесткокрылых насекомых из семейства трубковёртов. Распространён в Центральной и Восточной Европе, России, на севере Казахстана, в Монголии и Японии. Обитают на лугах и в луго-степях. Длина тела имаго 2—2,5 мм. Одноцветно-чёрные с синим металлическим отблеском. Тело в негустых, тонких, коротких, прилегающих светлых волосках. Личинки развиваются внутри соцветий кровохлёбки лекарственной.